# 150 років Одеському національному університету імені І. І. Мечникова (монета)
«150 ро́ків Оде́ському націона́льному університе́ту і́мені І. І. Ме́чникова» — ювілейна монета номіналом 2 гривні, випущена Національним банком України. Присвячена одному з найстаріших вищих навчальних закладів України.
Монету введено в обіг 28 квітня 2015 року. Вона належить до серії «Вищі навчальні заклади України».

## Опис та характеристики монети
| Номінал грн. | Метал      | Маса, грам | Діаметр, мм. | Якість виготовлення       | Гурт     | Тираж, штук |
| ------------ | ---------- | ---------- | ------------ | ------------------------- | -------- | ----------- |
| 2            | нейзильбер | 12,8       | 31           | спеціальний анциркулейтед | рифлений | 35 000      |

### Аверс
На аверсі монети розміщено: угорі малий Державний Герб України, під яким напис «УКРАЇНА»; стилізовану композицію, що символізує галузі науки та навчальний процес; у центрі номінал — «2/ГРИВНІ/2015» та внизу логотип Монетного двору Національного банку України.

### Реверс
На реверсі монети на дзеркальному тлі зображено будівлю Одеського національного університету імені І. І. Мечникова та по колу розміщено напис «ОДЕСЬКИЙ НАЦІОНАЛЬНИЙ УНІВЕРСИТЕТ ІМЕНІ І. І. МЕЧНИКОВА», унизу на рельєфному тлі рік заснування університету «1865».

## Автори

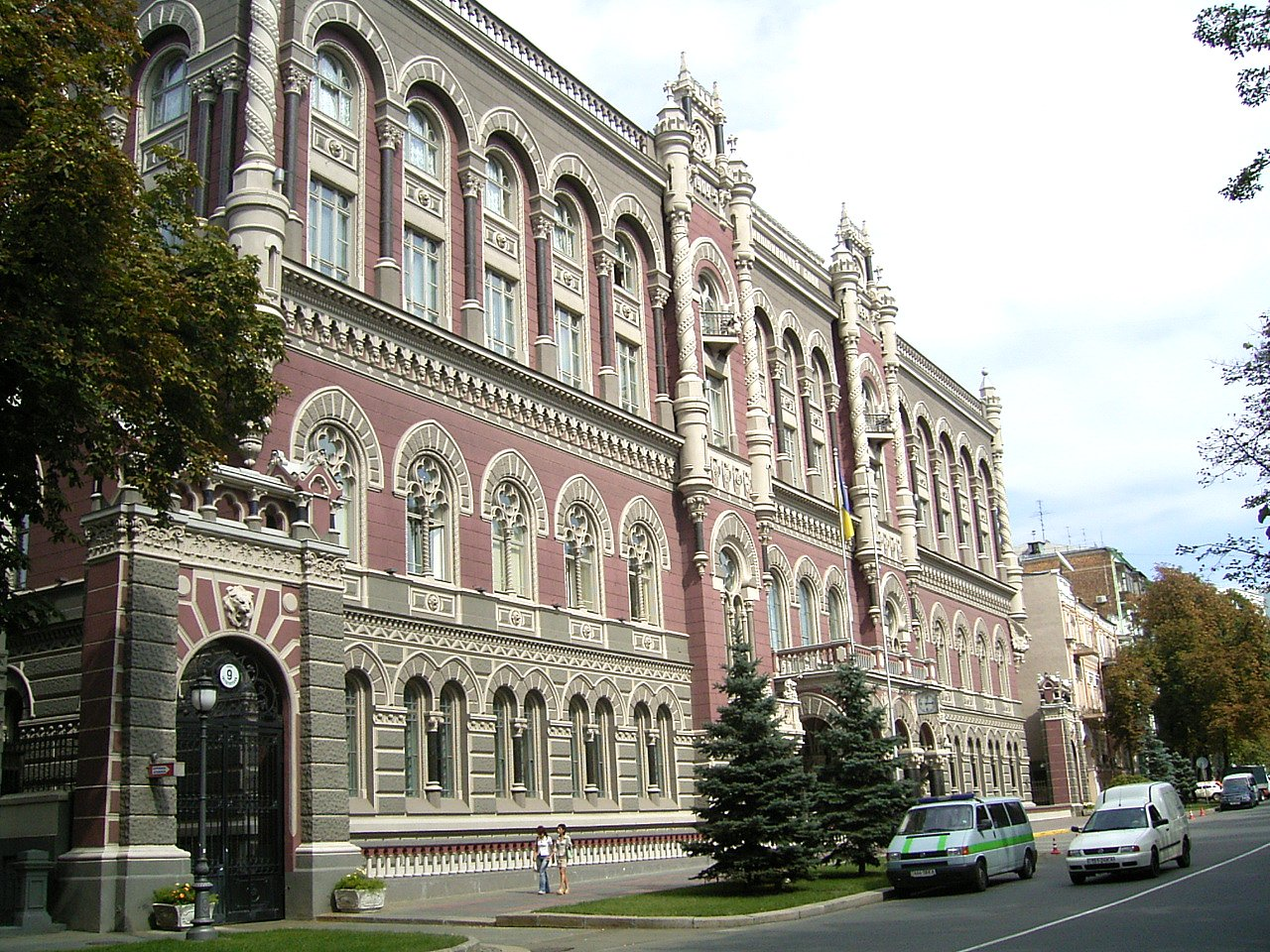
Будівля Національного банку України

- Художники: Фандікова Наталія (аверс); Таран Володимир, Харук Олександр, Харук Сергій (реверс).
- Скульптори: Дем'яненко Анатолій, Атаманчук Володимир.

## Вартість монети
Під час введення монети в обіг у 2015 році, Національний банк України реалізовував монету через свої філії за ціною 22 гривні.
Фактична приблизна вартість монети, з роками змінювалася так:
| Рік        | 2015 | 2016 | 2017 | 2018 | 2019 | 2020 | 2021 | 2022 | 2023 | 2024 | 2025 |
| ---------- | ---- | ---- | ---- | ---- | ---- | ---- | ---- | ---- | ---- | ---- | ---- |
| Ціна, грн. | 40   | 30   | 40   | 45   | 50   | 50   | 55   | 60   | 105  | 140  | 155  |